# Waldheim (Kammeltal)
Waldheim ist eine kleine Ortschaft in der Gemeinde Kammeltal im schwäbischen Landkreis Günzburg. Es ist kein amtlich benannter Ortsteil.

## Lage
Waldheim liegt östlich von Ried an der Kreisstraße GZ 1 auf dem Riedel zwischen den Tälern der Kammel und des Krähenbachs.

## Geschichte
Waldheim wurde nach dem Zweiten Weltkrieg von Heimatvertriebenen auf dem östlich von Ried gelegenen ehemaligen Bombenabwurfübungsplatz gegründet. Vor der Gebietsreform in Bayern war Waldheim Teil der Gemeinde Ried. Als sich diese Gemeinde am 1. Juli 1972 mit sechs weiteren Gemeinden zur Gemeinde Kammeltal zusammenschloss, wurde auch Waldheim Teil dieser neuen Gemeinde.

## Sehenswürdigkeiten
- Friedenskapelle Waldheim